# Dwight Davis
Dwight Filley Davis (5 de julio de 1879-28 de noviembre de 1945) fue un tenista y político de los Estados Unidos, mayormente recordado por ser el fundador de la Copa Davis.

## Biografía
Nacido en San Luis, Misuri hizo sus estudios en la Universidad de Harvard, donde cursaron sus estudios gran parte de los grandes jugadores norteamericanos del siglo XIX. Davis, junto a su compañero Holcombe Ward, analizaban con gran detalle las técnicas del juego y ambos se destacaban por sus servicios con efecto. En 1898 conquistó junto a Ward, el torneo nacional de dobles y ese mismo año perdieron su primera final en el US Championships ante la pareja formada por Leo Ware y George Sheldon, en 5 sets. Junto a Ward lograrían 3 títulos consecutivos de dobles en el US Championships entre 1899 y 1901.
La mejor actuación individual de Davis fue la final alcanzada en el US Championships de 1898, donde su juego basado en su saque potente y aproximaciones a la red, solo pudo superar en el primer set al juego de base cauto y escaso en errores de Malcolm Whitman.
En 1900, Davis desarrolló la estructura de una competición internacional, denominada International Lawn Tennis Challenge, que luego sería nombrada en su honor Copa Davis. Para ella, donó un trofeo para el ganador. Fue miembro del equipo estadounidense que se alzó con los dos primeros trofeos de esta competición, en 1900 y 1902, siendo el capitán de equipo en la primera edición. El torneo consistía en una serie de 5 partidos (4 individuales y 1 de dobles) entre representantes de Estados Unidos y las islas británicas, jugado en tierras norteamericanas.
Luego del tenis, se dedicó a la política ocupando cargos como Secretario de Guerra del presidente Calvin Coolidge (1925-1929) y más tarde Gobernador General de las Filipinas durante cuatro años. Murió en Washington D. C. el 28 de noviembre de 1945. Fue incorporado al Salón Internacional de la Fama del tenis en 1956 y fue galardonado con una estrella en el paseo de la fama de San Luis, Misuri.

## Torneos de Grand Slam

### Finalista Individuales (1)
| Año  | Torneo           | Oponente en la final | Resultado       |
| 1898 | US Championships | Malcolm Whitman      | 6-3 2-6 2-6 1-6 |

### Campeón Dobles (3)
| Año  | Torneo           | Pareja        | Oponentes en la final         | Resultado     |
| 1899 | US Championships | Holcombe Ward | George Sheldon Leo Ware       | 6-4 6-4 6-3   |
| 1900 | US Championships | Holcombe Ward | Fred Alexander Raymond Little | 6-4 9-7 12-10 |
| 1901 | US Championships | Holcombe Ward | Leo Ware Beals Wright         | 6-3 9-7 6-1   |

### Finalista Dobles (2)
| Año  | Torneo           | Pareja        | Oponentes en la final             | Resultado           |
| 1898 | US Championships | Holcombe Ward | George Sheldon Leo Ware           | 6-1 5-7 4-6 6-4 5-7 |
| 1901 | Wimbledon        | Holcombe Ward | Laurence Doherty Reginald Doherty | 6-4 2-6 3-6 7-9     |